# Hagelfeiertag (Braunschweig)

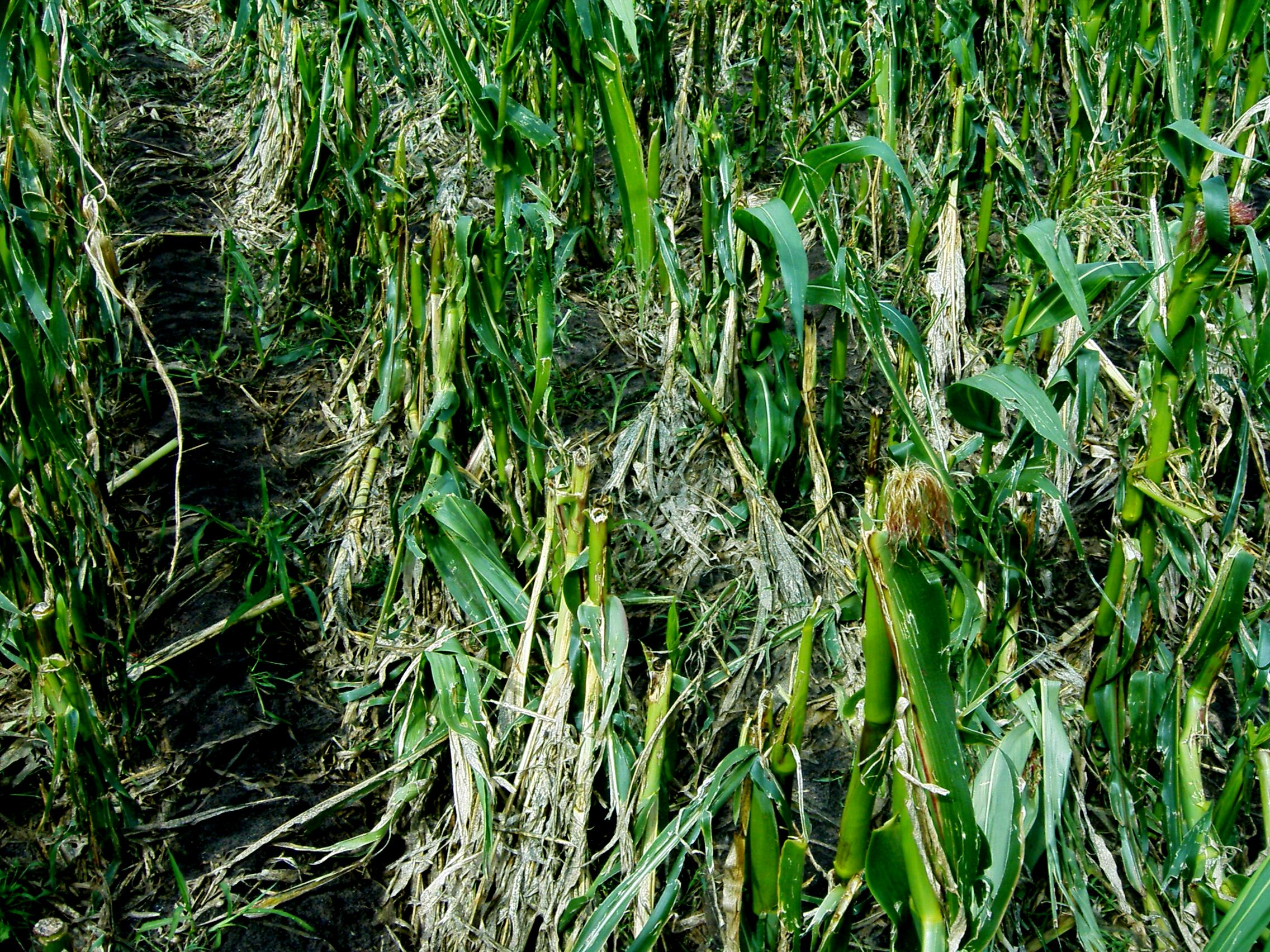
Hagelschaden in einem Maisfeld

Der Hagelfeiertag war ein alter christlicher Brauch zum Gedeihen der Feldfrüchte und zur Abwendung von Unwettern im Braunschweiger Raum.
Der christliche Brauch der Hagelprozession wurde in der Mitte des 16. Jahrhunderts durch Herzog Heinrich Julius zu Braunschweig-Lüneburg und Fürst von Braunschweig-Wolfenbüttel (1564–1613) abgesetzt. Die evangelische Kirche wandelte in der Reformation diesen Feiertag in Gottesdienste unter freiem Himmel um. Manche katholischen Gemeinden feiern diesen Tag bis zum heutigen Tage.

## Geschichte
Die Reformation hat in der evangelischen Kirche Hagelfeiertage wie Feldprozessionen und priesterliche Flurumgänge, die Herzog Heinrich Julius als „abgöttisch“ bezeichnete und sie zu verbieten veranlasst sah, in einfache Gottesdienste unter freiem Himmel am Hagelfeiertag umgewandelt. Erst die Kirchenordnung Herzog Anton Ulrichs von Braunschweig-Wolfenbüttel vom Jahr 1709, bezog in Kapitel V. explizit auf den Hageltag: „Nachdem es ein uralter christlicher Gebrauch ist, daß in der Woche Rogate (d. h. betet) eine gewiße Zeit ausgesetzt werde, in welcher […] um Genesung der lieben Feldfrüchte und Abwendung schädlichen Mißwachses durch Hagel, Ungewitter, Wasserfluthen und dergleichen mit herzlicher Andacht anzurufen [soll] alle Jahr auf den Montag post Vocum Jucunditatis (d. i. nach Rogate) in Städten und Dörfern ohne Unterschied durchs ganze Land ein Bettag“ gehalten werden.
Weitere Belege für die Abhaltung des Hageltags im Braunschweiger Raum gab es im Harzvorland: Nachdem es in Groß Heere im Innerstetal am 11. Juni 1759 während einer Taufe zu einem Hagelschlag mit fürchterlichen Folgen für die Felder und Gebäude kam und als sich der Himmel am 11. Juni 1760 erneut verfinsterte und ein Unwetter drohte, legte die Gemeinde den 11. Juni fortan als Hagelfeier- und Bußtag fest.
Im März 1825 wurde in einer erneuerten Feiertagsordnung des Landesherrschaftlichen Kirchenregiments, der Termin der Hagelfeier geändert, um die Zeit der Bestellung der Äcker nicht zu verkürzen, entweder auf den „zweiten, oder wenn dieser in die Pfingstwoche fällt, auf den dritten Montag im Juni verlegt“. Damit hatte dieser Feiertag seinen ursprünglichen Charakter als Buß- und Feiertag verloren. Es dauerte allerdings noch bis in den Dezember 1968, als die Synode der Braunschweigischen Landeskirche den Hagelfeiertag in einer Entschließung endgültig abschaffte: „Der bisherige Erntebittag (Hagelfeiertag) soll in der gesamten Landeskirche in Zukunft entweder am ersten Sonntag nach Trinitatis oder an einem Tage in der folgenden Woche danach gehalten werden. […] Eine langjährige Praxis hat bewiesen, daß der Erntebittag, der früher mit Schul- und Abendgottesdiensten am 2. Montag im Juni begangen wurde, in vielen Gemeinden unserer Landeskirche seine Bedeutung verloren hat“. Damit wurde das Ende des Hagelfeiertags in Braunschweig endgültig.